# Rhizocarpon chioneum
Rhizocarpon chioneum är en lavart som först beskrevs av Norman, och fick sitt nu gällande namn av Theodor 'Thore' Magnus Fries. Rhizocarpon chioneum ingår i släktet Rhizocarpon och familjen Rhizocarpaceae.  Arten är reproducerande i Sverige. Inga underarter finns listade i Catalogue of Life.